# Erik IV van Denemarken
Erik IV (1216 - 10 augustus 1250), bijgenaamd Erik Plovpenning (Erik Ploegpenning), was mederegent vanaf 1232 en koning van Denemarken van 1241 tot 1250. Hij was een zoon van koning Waldemar II en Berengária, de dochter van Sancho I van Portugal. Zijn broers waren de latere koningen Abel en Christoffel (I).
Zijn korte regering werd gekenmerkt door talloze conflicten en burgeroorlogen met zijn broers. Vooral zijn broer Abel, de hertog van Sleeswijk, was een geduchte tegenstander. Abel wenste een onafhankelijke positie ten opzichte van Denemarken en werd daarin gesteund door de graven van Holstein. Erik IV vocht ook tegen de boerenstand in Skåne (toen tot Denemarken behorend, nu tot Zweden), die rebelleerden tegen de torenhoge belastingen, onder andere op ploegscharen. Hieraan dankt Erik ook zijn bijnaam: Plovpenning, wat Deens is voor Ploegpenning.
Na een duurbetaalde overwinning in 1250 op zijn broer Abel sloten de broers een wapenstilstand. Maar nog hetzelfde jaar zou Erik IV op reis door Sleeswijk door Abel gevangen worden genomen en vermoord.
Erik trouwde op 9 oktober 1239 met Jutta van Saksen.
Kinderen:
1. Sofia, gehuwd met Waldemar Birgersson van Zweden.
2. Jutta, kortstondig geheime relatie met schoonbroer Waldemar Birgersson van Zweden / daardoor in klooster gezet.
3. Agnes, kloosterlinge
4. Ingeborg, gehuwd met koning Magnus VI Lagabøte.

## Voorouders
| Voorouders van Erik IV van Denemarken (1116-1150) | Voorouders van Erik IV van Denemarken (1116-1150)                                 | Voorouders van Erik IV van Denemarken (1116-1150)                                 | Voorouders van Erik IV van Denemarken (1116-1150)                                 | Voorouders van Erik IV van Denemarken (1116-1150)                                 | Voorouders van Erik IV van Denemarken (1116-1150)                                 | Voorouders van Erik IV van Denemarken (1116-1150)                                 | Voorouders van Erik IV van Denemarken (1116-1150)                                     | Voorouders van Erik IV van Denemarken (1116-1150)                                     |
| ------------------------------------------------- | --------------------------------------------------------------------------------- | --------------------------------------------------------------------------------- | --------------------------------------------------------------------------------- | --------------------------------------------------------------------------------- | --------------------------------------------------------------------------------- | --------------------------------------------------------------------------------- | ------------------------------------------------------------------------------------- | ------------------------------------------------------------------------------------- |
| Overgrootouders                                   | Knoet Lavard (1096-1131) ∞ 1093 Ingeborg van Kiev (-1131)                         | Knoet Lavard (1096-1131) ∞ 1093 Ingeborg van Kiev (-1131)                         | Volodar Gļebovič (1115-na 1186) ∞ Rikissa van Polen (1116-1156)                   | Volodar Gļebovič (1115-na 1186) ∞ Rikissa van Polen (1116-1156)                   | Alfons I van Portugal (1110–1185) ∞ 1146 Mathilde van Savoye (1121-1158)          | Alfons I van Portugal (1110–1185) ∞ 1146 Mathilde van Savoye (1121-1158)          | Ramon Berenguer IV van Barcelona (1113-1162) ∞ 1150 Petronella van Aragón (1135–1174) | Ramon Berenguer IV van Barcelona (1113-1162) ∞ 1150 Petronella van Aragón (1135–1174) |
| Grootouders                                       | Waldemar I van Denemarken (1131–1182) ∞ Sophia van Minsk (1141-1198)              | Waldemar I van Denemarken (1131–1182) ∞ Sophia van Minsk (1141-1198)              | Waldemar I van Denemarken (1131–1182) ∞ Sophia van Minsk (1141-1198)              | Waldemar I van Denemarken (1131–1182) ∞ Sophia van Minsk (1141-1198)              | Sancho I van Portugal (1154-1212) ∞ 1175 Dulce van Barcelona (1160-1198)          | Sancho I van Portugal (1154-1212) ∞ 1175 Dulce van Barcelona (1160-1198)          | Sancho I van Portugal (1154-1212) ∞ 1175 Dulce van Barcelona (1160-1198)              | Sancho I van Portugal (1154-1212) ∞ 1175 Dulce van Barcelona (1160-1198)              |
| Ouders                                            | Waldemar II van Denemarken (1170-1241) ∞ 1175 Berengaria van Portugal (1198-1221) | Waldemar II van Denemarken (1170-1241) ∞ 1175 Berengaria van Portugal (1198-1221) | Waldemar II van Denemarken (1170-1241) ∞ 1175 Berengaria van Portugal (1198-1221) | Waldemar II van Denemarken (1170-1241) ∞ 1175 Berengaria van Portugal (1198-1221) | Waldemar II van Denemarken (1170-1241) ∞ 1175 Berengaria van Portugal (1198-1221) | Waldemar II van Denemarken (1170-1241) ∞ 1175 Berengaria van Portugal (1198-1221) | Waldemar II van Denemarken (1170-1241) ∞ 1175 Berengaria van Portugal (1198-1221)     | Waldemar II van Denemarken (1170-1241) ∞ 1175 Berengaria van Portugal (1198-1221)     |

Gorm · Harald I · Sven I · Harald II · Knoet II · Knoet III · Magnus I · Sven II · Harald III · Knoet IV · Olaf I · Erik I · Niels · Erik II · Erik III · Sven III · Knoet V · Waldemar I · Knoet VI · Waldemar II · Erik IV · Abel · Christoffel I · Erik V · Erik VI · Christoffel II · Waldemar III · Christoffel II · Waldemar IV · Olaf II · Margaretha I · Erik VII · Christoffel III · Christiaan I · Johan · Christiaan II · Frederik I · Christiaan III · Frederik II · Christiaan IV · Frederik III · Christiaan V · Frederik IV · Christiaan VI · Frederik V · Christiaan VII · Frederik VI · Christiaan VIII · Frederik VII · Christiaan IX · Frederik VIII · Christiaan X · Frederik IX · Margrethe II · Frederik X
- Gemeinsame Normdatei: 1068927976
- Virtual International Authority File: 18169496889997590449